# Exploatarea copilului prin muncă

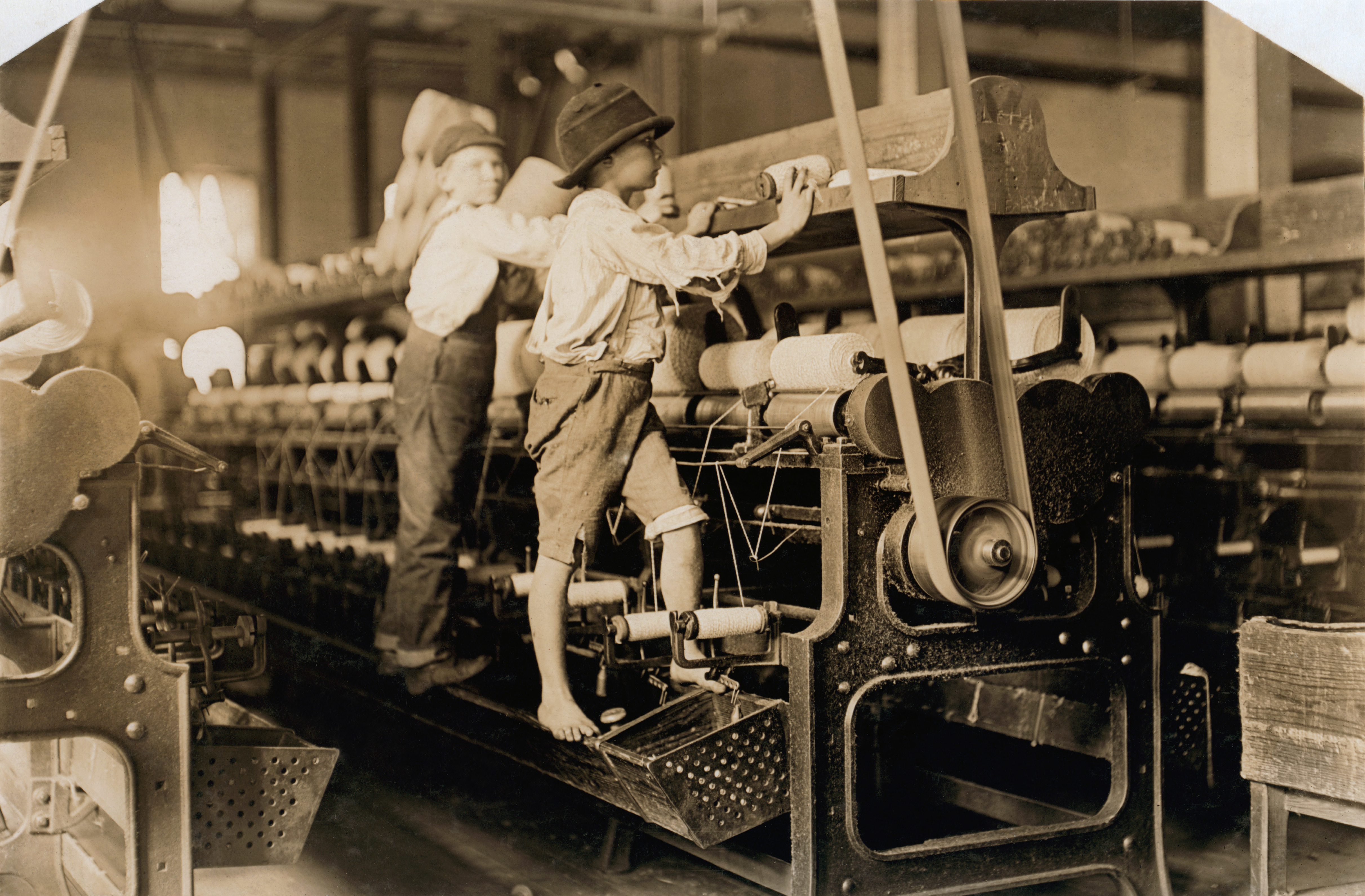
Copii muncind în Macon, Georgia, SUA, 1909

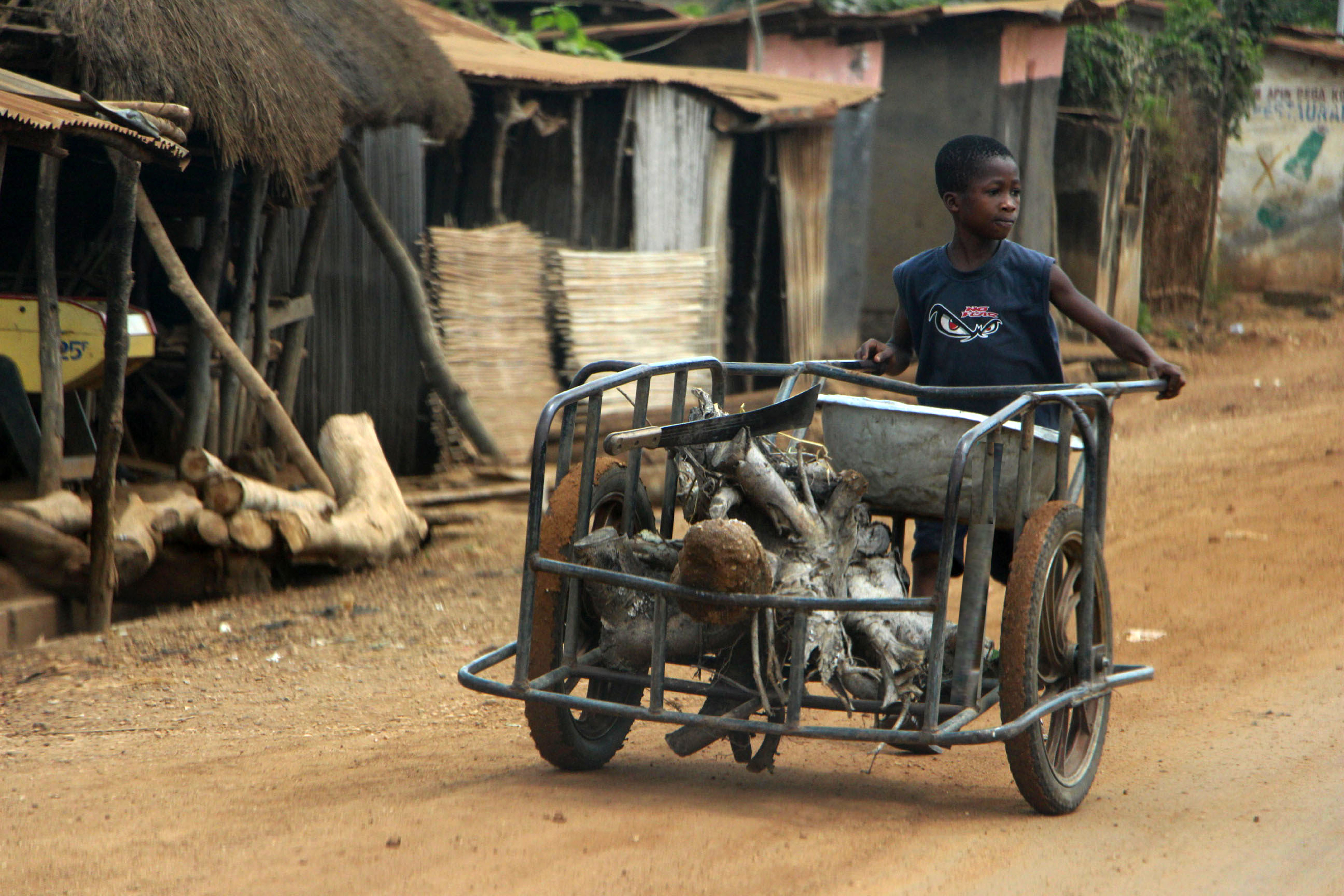
Copii muncind în Benin, 2016

Exploatarea copilului prin muncă se referă la angajarea copiilor pentru a realiza diferite munci.
La 12 iunie este marcată, în multe țări ale lumii, Ziua mondială împotriva exploatării prin muncă a copiilor.

## Cazuri de exploatare prin muncă a copiilor
În anul 2010, compania Philip Morris a fost obligată să admită căt mai mulți copii, în vârstă chiar și de zece ani, au fost obligați să muncească pe plantațiile de tutun din Kazahstan cu care firma avea contracte.

## În România
Legislația din România interzice munca copiilor care nu au împlinit 15 ani.
În același timp, fenomenul exploatării prin muncă afectează un număr însemnat de copii, însă este greu de monitorizat, având în vedere că folosirea copilului în gospodărie sau la muncă ține de "normalitatea" mediului rural și aproape nimeni nu o raportează ca abuz.
Conform unor estimări din anul 2004, aproximativ 900.000 din cei aproape 5 milioane de minori câți trăiau în România erau puși să muncească, contrar voinței lor.
Victime ale unei forme grave de exploatare a copilului prin muncă erau 300.000 de copii.
În anul 2008, potrivit datelor oficiale, au fost identificate 1.016 cazuri de exploatare a copiilor prin muncă.
În anul 2015, o hotărâre de guvern a stabilit numărul maxim de ore pe care le poate lucra un copil, în funcție de vârsta pe care acesta o are, însă doar pentru activități culturale și sportive care nu aduc profit.